# 半帶副鱸
半帶副鱸，為輻鰭魚綱鱸形目鱸亞目鮨科的其中一種，分布於東南太平洋智利海域，為底棲性魚類，屬肉食性，生活習性不明。